# Ростислав Єндик
Єндик Ростислав-Роман (* 28 травня 1906, с. Залуччя, Коломийський район, Івано-Франківська область — † 15 лютого 1974, Мюнхен, ФРН) — український антрополог (учень Яна Чекановського), письменник, публіцист, журналіст, педагог, громадський і політичний діяч. Професор, дійсний член Наукового товариства імені Шевченка (1933).

## Біографія
Народився 28 травня 1906 року в родині сільського вчителя. В 1920-х роках вчився в Коломийській гімназії, згодом — на антропологічному відділенні Львівського університету, продовжив навчання в Берлінському університеті.
В передвоєнні роки жив у Львові та на Гуцульщині. З початком Другої світової війни оселився в осередку українських біженців у Кракові. Після війни жив у ФРН, працював журналістом, був професором і ректором (1961–1974) Українського техніко-господарського інституту, очолював Дім української науки (1963–1974), був головою Товариства сприяння українській науці, членом Української народної ради, багаторічним дописувачем журналу «Шлях перемоги» та газет «Сучасна Україна» (ФРН), «Українські вісті» (Нью-Йорк, США).
Помер 15 лютого 1974 року в Мюнхені (ФРН).

## Наукова та літературна діяльність
Автор наукових праць з антропології українців, зокрема «Антропологічні прикмети українського народу» (1934), «Вступ до расової будови України» (1949). Як публіцист друкувався у «Вістнику» Дмитра Донцова, видав книгу про Адольфа Гітлера (1934). Після війни, вже у ФРН написав низку публіцистичних книжок про Д. Донцова та про героїчне минуле українського народу і його призначення («Слово до братів», 1955).
Окрім наукових праць, Ростислав Єндик є автором збірки новел «Регіт Арідника» (1937), збірки оповідань про Олексу Довбуша «Проклін крові», поезії в прозі «Білі ночі» (обидві — 1936), драми «Черник» (1938; про героя українських визвольних змагань сотника Куреня січових стрільців у Києві Ф.Черника).
Протягом свого проживання у Кракові написав збірку новел із життя західноукраїнської інтелігенції — «У кайданах раси», «Зов землі» та «В зударі з життям» (1940).
Найвизначнішими художніми творами Єндика є поема «Титан» (1948) та збірка новел «Жага» (1957)

## Видання творів
- Єндик Р. Бенкет. Мислі, враження, рефлексії. — Мюнхен: Винне гроно, 1951. — 95 с.
- Єндик Р. Вступ до расової будови України: основні питання з загальної і суспільної антропології та евгеніка України. — Мюнхен: Накладом Наукового Товариства ім. Т. Шевченка, 1949. — 439 с.
- Єндик Р. Дмитро Донцов, ідеолог українського націоналізму. — Мюнхен: Укр. вид-во, 1955. — 176 с. [Архівовано 4 грудня 2017 у Wayback Machine.]
- Єндик Р. Жага. Новели. — Мюнхен: Укр. вид-во, 1957. — 300 с. [Архівовано 4 грудня 2017 у Wayback Machine.]
- Єндик Р. Наші Термопіли // Крути: Збірка у пам'ять героїв Крут / Упор. Зінкевич О., Зінкевич Н. -К.: Смолоскип, 2008. — С. 214–218.
- Єндик Р. Проклін крови. — Львів: Батьківщина, 1934. — 101 с.
- Єндик Р. Слово до братів. — Мюнхен, 1955. — 191 с. [Архівовано 4 грудня 2017 у Wayback Machine.]
- Єндик Р. Титан. Поеми. — Мюнхен, 1948. — 83 с. [Архівовано 4 грудня 2017 у Wayback Machine.]
- Єндик Р. Гітлєр [Архівовано 16 січня 2017 у Wayback Machine.]. — Львів, 1934. — 64с.
- Єндик Р. Тріолети. — Мюнхен: Винне гроно, 1953. — 62 с.
- Єндик Р. Вірші // Антологія української поезії. — Лондон: Вид-во Спілки української молоді, 1957. — С. 451–452.
- Єндик Р. Антропольогічні прикмети українського народу / Ростислав Єндик. — Львів : Накладом фонду «Учітеся, брати мої», 1934. — 128 с. : іл., табл., карт., портр. — (Науково-популярна бібліотека Товариства «Просвіта»). [Архівовано 3 серпня 2020 у Wayback Machine.]